# 尤戈爾海峽

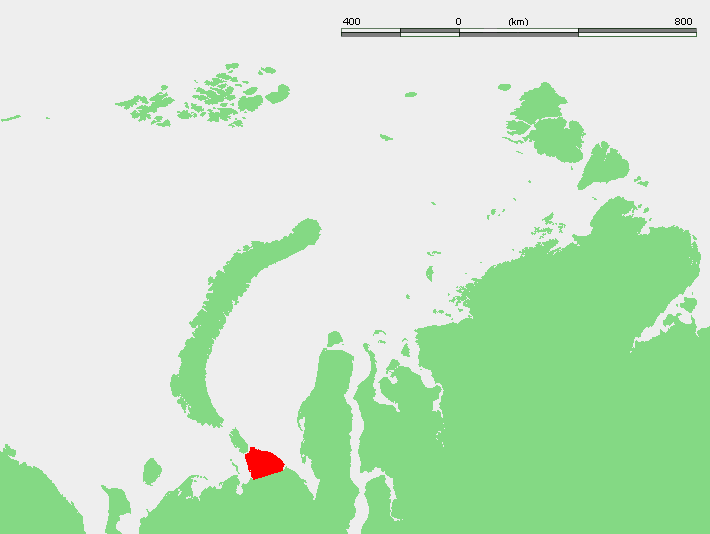

尤戈爾海峽（Югорский Шар）是俄羅斯的海峽，位於喀拉海和伯朝拉海之間，由涅涅茨自治區負責管轄，長40公里，寬2.5至12公里，最大水深36米，該海峽全年結冰。